# 中国2010年上海世界博览会香港馆
31°10′59.47″N 121°29′38.72″E / 31.1831861°N 121.4940889°E
中国2010年上海世界博览会香港馆，別名無限空間，是香港特別行政區政府在2010年上海世界博览会的自建臨時展館，位於世博園區A片区，中国国家馆西南侧，以「無限城市—香港」为主题。
香港馆共分为3层。底层主题为“連繫：全球”，展示香港与内地与全球的联系；中间层主题为“連繫：意念、資訊和多元”，展示香港的开放与现代化；顶层的主题则是“連繫：自然”，以展示香港的天然资源。

## 展館沿革及設計
香港特區政府在2007年8月，獲邀請參加上海世博會，並於中國館區內預留約600平方米的土地，作為香港館獨立自建的場地。港府決定參展，並在2008年1月向世博會提交香港館主題陳述，建議以「無限城市－香港」為主題，以展示香港內通外連的獨特優勢。
港府在2008年2月舉辦香港館概念設計比賽，公開給香港本地設計及建築界人士參加，共接獲80份參賽作品，經7人小組評審後，在2008年4月14日宣布，由陳維正、施琪珊設計的「無限空間」獲得冠軍，作為香港館的設計藍本。設計特點是整個中層呈透明，予人流暢、現代的感覺，象徵着香港人無限伸延的想像力和創意，無拘無束，以展示香港現代、開放、自由、透明的特點。
香港的三層展區分別凸顯香港在不同方面，展現的外通內連和無限創意。首層展區以「有形的連繫」為題，以展示香港與內地及全球連繫；中層展區以「無形的連繫」為題，以意念上的連繫、貨幣與資訊的自由流通，帶出香港的特色及發展關鍵；頂層展區則以「與自然的連繫」為題，展示香港豐富的天然資源，與自然持續共存。
金門建築獲得香港館的工程合約，包括設計和建造香港館、內部裝修、展覽裝置、園境設計、保養維修及在上海世博結束後的拆卸工程。興建工程在2009年4月10日正式動工，主體結構在同年10月12日完工。香港館與城市最佳实践区的香港案例展覽，在2010年4月20日起進行5天的試運營。2010年5月1日，香港館由行政長官曾蔭權主持開幕，同日網上世博會的香港館網站亦正式開通。
香港館原先目標是每天接待7千人次，但最終參觀人數逾200萬人次，平均每日接待遊客11,000人次。

## 展館內容
香港館樓高3層，入口設有獨特的紅色標誌，採用著名設計師陳超宏專門為香港館設計的獨特字體。訪客將步入館內的接待區，可見2010年3月更新設計的香港品牌新形象，亦能收看一輯介紹香港館主題與理念的短片。訪客其後進入輪候區，區內牆壁主要展示香港地標與人物面貌，而4個液晶體／等離子屏幕展示出香港色彩繽紛的各區風貌，訪客可聽到香港日常的不同聲音，包括港鐵列車關門的警號聲，舞獅的鑼鼓聲和茶樓的叫賣聲，亦可在「開心照相館」選取香港電車、海鮮酒家、粵劇造型的景物作背景，拍照並透過電郵發送。
訪客經過與港鐵車站相似的入閘機，離開輪候區，進入以戲院大堂風格設計的首個展區「與全球連繫」，展示香港連繫全球與內地的資料，並透過長約2分鐘的錄像和特別展板，介紹香港的機場、港口、鐵路網和公路基礎設施。展區內設三維電影區，播放一部由天極數碼有限公司執導的三維電影《無限城市－香港》，訪客須配帶三維立體眼鏡收看，介紹香港充滿創意和對比的生活面貌。訪客循一列坡道離開前往香港館中層，其間播放名為《文化萬花筒》的短片，介紹香港的演藝和創意工業。
訪客其後進入首層展覽區，在世博會期間，區內舉行六個不同主題的展覽，包括：
| 日期              | 展覽                            | 主辦單位                         |
| ----------------- | ------------------------------- | -------------------------------- |
| 5月1日至5月22日   | 綠色生活在香港                  | 環境局                           |
| 5月23日至6月22日  | 香港國際機場：連繫全球 服務超卓 | 香港機場管理局                   |
| 6月23日至7月15日  | 一國兩制                        | 政制及內地事務局                 |
| 7月16日至8月15日  | 鈔票背後的故事                  | 香港上海滙豐銀行                 |
| 8月16日至9月28日  | 香江情懷—饒宗頤作品展覽         | 民政事務局、香港大學饒宗頤學術館 |
| 9月29日至10月31日 | 香港工業創意展覽                | 香港中華廠商聯合會               |

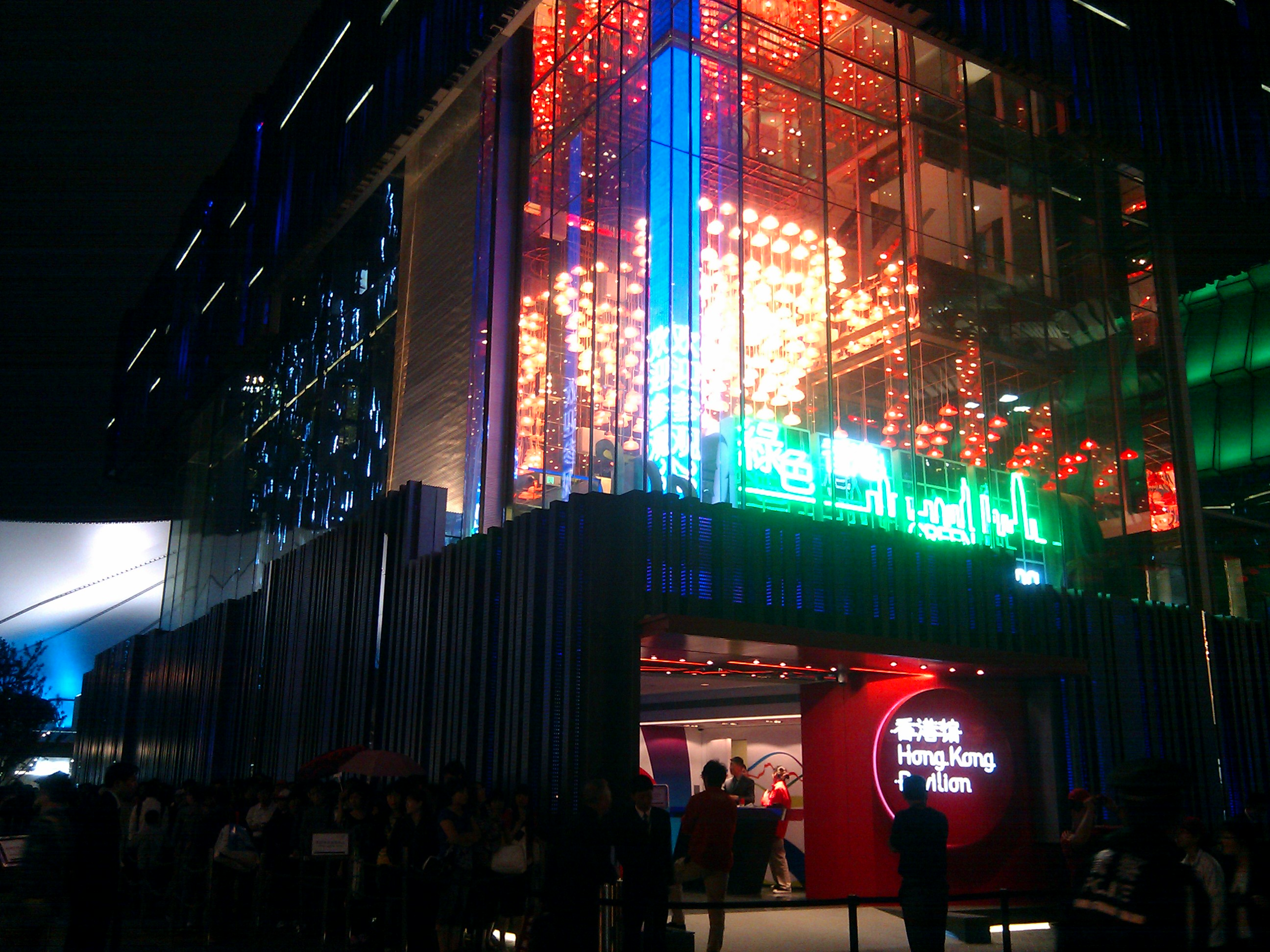
晚間的香港館，可見《光耀無限》照明藝術裝置，時為首層展覽區舉辦「綠色生活在香港」展覽

首層展覽區懸掛由香港知專設計學院師生共同設計，名為《光耀無限》的照明藝術裝置，利用200個在濕貨市場常見的紅色塑膠燈罩為材料，在牆壁和天花鏡面的多重反射下，映照出無盡光影。訪者通過一條鏡廊進入中層，透過反射與地面燈光的互動變化，讓訪客與香港館及其他訪客相連。
中層展覽區有極高的天花和玻璃幕牆，象徵着香港開放、透明；意念、資訊連繫不受阻隔；社會多元共融。展區內4根玻璃柱的互動裝置展示香港不同的創意範疇，分別介紹香港文化節目、資訊自由流通、「光纖之父」高錕、國際金融中心。展區設有兩款互動遊戲，一為「香港館鈔票遊戲」，訪客可自行設計具有香港特色的鈔票，另一個名為「前瞻香港」的互動遊戲，帶領訪客探索綠色香港、創意之都和盛事之都等主題。
中層展覽區亦展出一版大幅未切割的10元塑料鈔票，是2007年7月9日首次發行塑料鈔票時的首批製成品，同時播放一套介紹西九文化區的互動錄像。展區內的互動裝置區，訪客可利用兩個相同的互動裝置，連接到城市最佳實踐區香港展覽，並可實時連接到香港國際機場和香港科學館。
中層由一條架空的人行道連接主題為「連繫大自然」的頂層，人行道設有觀景台，訪客可以見到透過香港品牌「見面，見香港」活動收集，在港人生活與訪港人士的照片和錄像。頂層設有林地及濕地兩個區域，以呈現香港的生物多樣性，種植40種灌木和濕地植物，包括在港常見的細葉榕和樟樹，訪客亦可透過4座特製望遠鏡，觀賞香港的昆蟲、爬蟲、哺乳類動物和兩棲動物。頂層設有仿傚香港濕地公園的木橋，旁有一座有裝有屏幕的小亭，播放以沙藝表演介紹香港濕地物種的錄像《連繫自然：香港濕地物種》。訪客沿樓梯離開展館，可看到香港國家地質公園圖片及資料。

## 保留問題
香港特區政府曾向上海世博會事務協調局建議，商討保留香港館，但根據世界博覽會的規則，香港館須於上海世博會閉幕後拆卸，並交回展館用地，不能例外保留，當局亦考慮過在港重置，但考慮成本效益及覓地困難等問題而作罷。港府最終決定揀選與香港參博關係密切的展品，贈送予籌建中的中國2010年上海世博會紀念館永久保存，包括香港館的建築模型、《永遠盛開的紫荊花》複製品、《光耀無限》燈飾、香港館正門的標誌牌、香港特區為參與上海世博會發行的紀念郵票及首日封、《基本法》及時任中共中央總書記兼國家主席江澤民在香港特區成立典禮上致辭的文本、香港館派發的全套紀念品，以及在實踐區展覽派發的無線射頻辨識手環。
頂層的《連繫自然：香港濕地物種》短片，在世博後安排在香港濕地公園放映。首層的三維電影《無限城市－香港》則在2011年4月14日至7月13日，在香港文化博物館視聽導賞廳放映。

## 宣傳歌曲
香港歌手張學友是上海世博會香港宣傳大使，聯同孫耀威、謝安琪、張敬軒、麥家瑜、樂隊Mr.演唱世博會香港主題曲《無限之城》，孫耀威作曲，粵語版由陳少琪填詞，國語版由孫耀威填詞；英文版本《City of Hope》由陳奕迅演唱，陳少琪及莊冬昕填詞，香港电台统筹製作。